# Museumsbund Österreich
Der Museumsbund Österreich (MÖ) ist ein österreichischer Verein, der sich als Dachorganisation für Museen versteht.

## Geschichte
Der Museumsbund Österreich wurde am 16. September 1981 gegründet. Gründungspräsident war Johann Christoph Allmayer-Beck, der diese Funktion bis 1984 innehatte. Seit 2023 bekleidet Matthias Beitl das Amt des Präsidenten.

## Aufgaben
Der Museumsbund versteht sich als Interessenvertretung und Servicestelle sowie Kommunikationsplattform der österreichischen Museen und deren Mitarbeiter. Er setzt sich für Qualitätsstandards in der österreichischen Museumslandschaft ein.
Um die Qualitätsstufen von Museen zu klassifizieren und einen einheitlichen Standard zu definieren, wurde 2002 das Österreichische Museumsgütesiegel eingeführt. Durch ein Bewertungsverfahren eines Fachgremiums aus Vertretern der ICOM Österreich, des Museumsbundes Österreich und der ARGE Bundesländerplattform werden sich bewerbende Museen mittels einer Evaluierung und anhand eines Kriterienkataloges beurteilt. Die offizielle Verleihung des Museumsgütesiegels erfolgt dann im Rahmen des jährlich stattfindenden Österreichischen Museumstags.
2014 wurde die Museumsregistrierung eingeführt. Sie ist der erste Schritt, den eine Institution geht, wenn sie als Museum anerkannt werden will. Diese Registrierung erfordert unterschiedliche Grundkriterien, wie z. B. das Führen eines Bestandsverzeichnisses und regelmäßige Öffnungszeiten. Die Registrierung ist freiwillig, zumal der Begriff „Museum“ nicht geschützt ist, bietet aber Vorteile. So bildet die Museumsregistrierung die Basis für die von der Statistik Austria geführten Museumsstatistik und ist die Voraussetzung für das Museumsgütesiegel.

## Aktivitäten
Der Museumsbund Österreich bemüht sich durch verschiedene Aktivitäten, die Museumswelt zu unterstützen.
Im Jahr 1989 gab der Museumsbund Österreich zum ersten Mal die Zeitschrift Neues Museum (Eigenschreibweise: neues museum) heraus. Als Grundelemente wurden „Information, Diskussion und Dokumentation“ genannt. Die österreichische Museumszeitschrift erscheint seit dem Jahr 1990 dreimal jährlich, davon ein Heft als Doppelauflage.
Seit dem Jahr 1988 veranstaltet der Museumsbund Österreich den Österreichischen Museumstag, an dem verschiedene Akteure der Museumswelt zusammenkommen und sich austauschen. Die Veranstaltung dient der Förderung von Kooperationen zwischen musealen Institutionen.
Der Museumsbund Österreich unterstützt außerdem die Gründung und Organisation von Arbeitsgemeinschaften und Gremien im musealen Kontext.
Zusammen mit einem kommerziellen Partner betreut der Museumsbund Österreich die vermittelnde Plattform Vitrinenbörse. Auf diese Weise fördern diese den nachhaltigen und ressourcenschonenden Ausstellungsbetrieb.